# 황국사관
황국사관(일본어: 皇国史観)은 일본의 역사를, 만세일계의 천황 중심의 국가주의적인 관점에서 보는 역사적 견해를 일컫는다. 일본 제국의 77년간을 상징하는 역사관이다.

## 난보쿠초·에도 시대
황국 사관의 원형은 난보쿠초 시대(1333년 ~ 1392년)에 기타바타케 지카후사가 쓴 "신황정통기"에서 확립됐다.
에도 시대에는 국학을 중심으로 "일본은 천황을 기축으로하는 나라"는 주장이 널리 퍼졌다. 막말 페리 원정 이후 막부의 반대로 천황의 정치 세력은 "존황양이"을 주장했다.

## 제2차 세계 대전 이전
일본 제국은 정부에 의해 정통적인 역사관으로, 국정 교과서의 밑에 황국사관을 전 국민에게 보급했다. 이 국정 교과서는 진무 천황의 건국 신화로 작성을 시작하고 천황에 순역 인물을 평가하고 천황의 생사에 따라 변경될 "연호"시대를 구분했다. 초등학교에는 천황의 사진 (어진영. 일:御真影)이 배포되고 어진영에 경례했다.
그리고 말기의 1930년대에는 문부성은 "국체의 본의" "신민의 길"을 실행하여 천황에 충의를 강조했다.

## 같이 보기
- 황국
- 황민화 교육
- 만세일계
- 신국
- 쇼와 국가주의
- 대동아공영권
- 팔굉일우